# 固定指示子
固定指示子（こていしじし、英: rigid designator）または絶対的実体術語（absolute substantial term）は、様相論理および言語哲学における用語であり、ある術語が「存在するすべての可能世界において同じ対象を指す」場合にそう呼ばれる。 さらに、すべての他の可能世界において何も指示しない場合には「持続的固定指示子」（persistently rigid）、存在の有無にかかわらずすべての可能世界で同じものを指す場合は「頑固な固定指示子」（obstinately rigid）と呼ばれる。これらは、異なる可能世界で異なる対象を指す可能性のある非固定指示子（non-rigid designator、または「含意的術語」）と対比される。

## 歴史
中世のスコラ哲学者たちは、代示に関する理論を発展させ、さまざまな種類の概念を分類した。
概念およびそれを表す術語は、指示の様式に応じて絶対的（absolute）または含意的（connotative）に分類される。ある対象をそれ自体として指示する場合、それは「絶対的」とされる（例：岩、ライオン、人間、白さ、知恵、高さ）。一方、ある対象をその帰属先との関連で指示する場合、それは「含意的」とされる（例：白い、賢い、高い）。
絶対的概念は常に同じ本質を持つ対象だけを指すが、含意的概念は文脈によって異なる対象を指すことがある。たとえば「大きい」は、人間、ライオン、三角形など異なる本質を持つ対象すべてに適用可能である。
対照的に、「金」のような絶対的概念は、すべての可能世界において同一の本質（定義と性質）を持つ対象にのみ適用される。

## 固有名と定冠詞句
この「絶対的概念」の考え方は、ソール・クリプキによって「固定指示（rigid designation）」という名称で再導入された。彼の講義『名指しと必然性』では、ルース・バーカン・マーカスの研究を基に、記述理論に反論する形で展開された。
当時、分析哲学における支配的な立場は、ゴットロープ・フレーゲやバートランド・ラッセルによる「名前の意味は記述に還元される」という立場だった。例えば、ビスマルクを「ドイツ帝国の初代宰相」としてしか知らない人が「ビスマルクは冷酷な政治家だった」と言うと、それは「ドイツ帝国の初代宰相は冷酷な政治家だった」と同義であると考えられていた。
しかし、クリプキはこれに反論した。「ビスマルク」はすべての可能世界でビスマルクという特定の人を指す固定指示子であるが、「ドイツ帝国の初代宰相」は異なる可能世界では別人を指す可能性があるため、固定指示子ではないと述べた。たとえば、「ビスマルクが幼少で亡くなった世界」では、彼は「初代宰相」ではなかったはずである。
クリプキによれば、固有名は「誰か特定の人物」を様々な状況において語る際に用いる一方、記述句は「その状況でその地位に就いた誰か」を指す可能性がある。
キース・ドネランのように、「ドイツ帝国の初代宰相」が固定的に使用されうると主張する哲学者もいるが、クリプキはその必要性を否定し、範囲の分析で十分だと述べた。どちらにせよ、記述句は時に非固定的に使われるが、固有名は常に固定的に使われる。この非対称性が、記述が固有名の「意味」を与えることができない理由だとされる。

## 本質主義
『名指しと必然性』において、クリプキは、固有名と一部の自然種（例：生物分類名や物質名）は固定的に指示するものであると主張した。彼は、アリストテレス的な本質主義に類似した科学的本質主義を支持している。ある対象がどの可能世界でも同じ本質を共有する場合、それは固定的に指示される。

## 因果・歴史的指示理論
固有名が固定的に指示される理由は、自然種と異なる。たとえば「ジョニー・デップ」という名前は、最初に「この赤ん坊をジョニー・デップと呼ぼう」と誰かが名付けた「命名（baptism）」に始まり、その使用が人から人へと因果的・歴史的に受け継がれた結果である。

## 必然的同一性
クリプキの意味論では、「固定指示子による同一性命題は必然的である」とされる。たとえば「水はH2Oである」ならば、水は「必然的に」H2Oである。これは、すべての可能世界において「水」と「H2O」が同じものを指すからである。我々が水の化学構造について間違っている可能性があっても、「もし水 = H2Oが事実なら、それはすべての世界でそうである」という命題の必然性には影響しない。